# Telheiras
Telheiras é um bairro das freguesias do Lumiar e Carnide, portanto na parte Norte do concelho de Lisboa. O bairro não tem fronteiras físicas consensualmente definidas, correspondendo, pelo menos originalmente, a um “triângulo” de 98 hectares delimitado pelo Eixo Norte-Sul (a Oeste), pela Avenida Padre Cruz (a Leste) e a Avenida General Norton de Matos / 2.ª Circular (a Sul).

## História

### Telheiras antiga
A zona de Telheiras será habitada pelo Homem desde a Pré-História, em muito devido à sua fertilidade. Os povos celta e lusitano, adoradores do deus Lug, terão construído neste lugar um povoado em redor da antiga capela de São Vicente, tendo esta malha urbana inicial provavelmente dado origem à disposição do núcleo antigo de Telheiras.
É também tido como provável que Telheiras tenha sido habitada por Romanos — a igreja de Nossa Senhora das Portas do Céu poderá ter sido um templo, hipótese apoiada pelo facto de a antiga entrada do local ser exposta a Sul.

#### O Convento da Nossa Senhora das Portas do Céu
No século XVII, a povoação ganhou alguma notoriedade, quando o príncipe D. João de Cândia, proveniente do Ceilão (actual Sri Lanka) aqui decidiu construir uma Igreja e um Convento para perpetuar a sua memória, aplicando os fundos que a Coroa lhe pagava generosamente.

#### O núcleo antigo de Telheiras

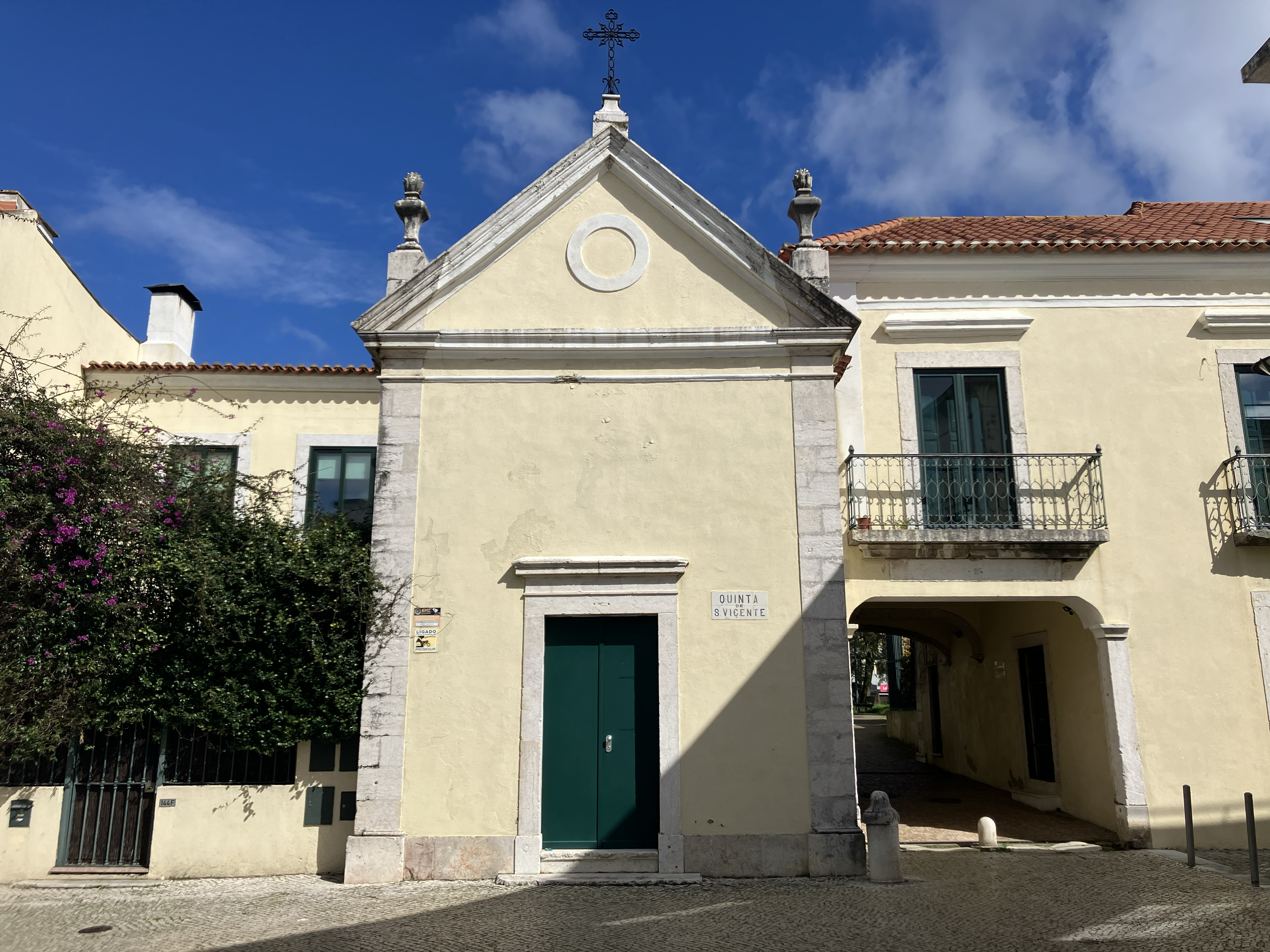
Antiga capela na Quinta de São Vicente

As mais antigas referências concretas ao povoado de Telheiras (preservado ainda hoje no chamado núcleo antigo — Estrada de Telheiras, antigo Convento e envolvências) estão contidas em documentos dos séculos XVIII e XIX.

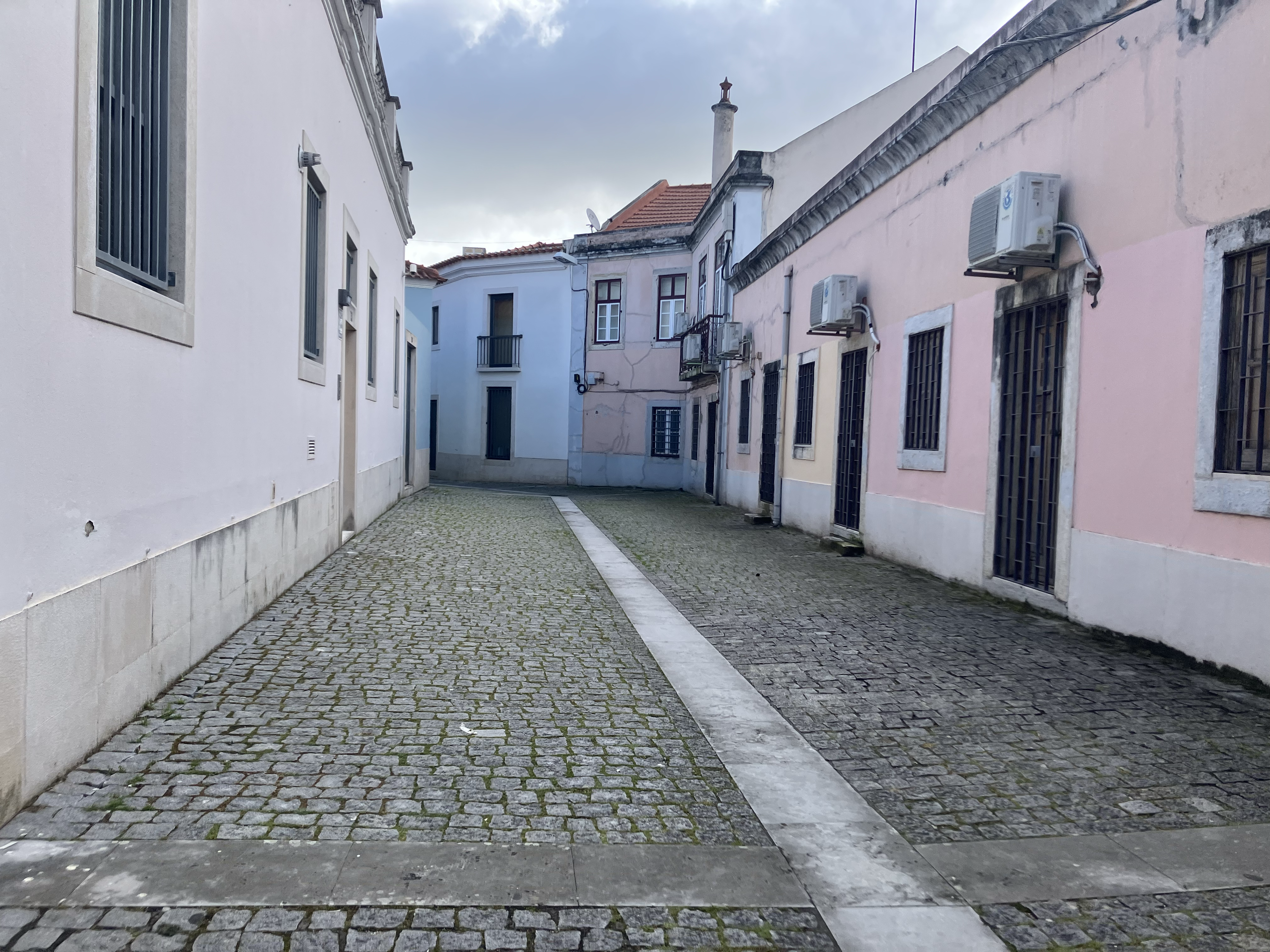
Estrada de Telheiras

O lugar é descrito como um conjunto de propriedades agrícolas, bem como de residências de veraneio e recolhimento da nobreza fugida para os arrabaldes da cidade, à semelhança dos aglomerados urbanos de Carnide, Luz e Paço do Lumiar.
Em 1758, nas suas Memórias Paroquiais, o Padre Feliciano Luiz Gonzaga, prior do Lumiar, escrevia que em Telheiras “se [achavam] noventa e dois fogos e quatrocentos e quarenta pessoas”.
Gonzaga descreveu o património religioso existente na zona: o Convento da Nossa Senhora das Portas do Céu, “que sempre passava de vinte religiosos conventuais”; a ermida da Quinta de São Vicente, antiga propriedade dos Condes de Alvito (“do Illustríssimo e Excelentíssimo Conde-Barão”); e a actualmente inexistente ermida de Santo António, na posse de António Francisco George.
As construções presentes nestas quintas caracterizam-se por fachadas de traço rectilíneo e sóbrio, onde apenas se destacam “as molduras de alvenaria dos vãos, das portas, das janelas dos quartos senhoriais e dos portais”. Um exemplar ainda existente é o Solar da Nora, cuja nora ainda se conserva. Funciona hoje neste edifício a parte central da Biblioteca Orlando Ribeiro. Anexo a este palácio, está a antiga Capela de São Vicente, que servia como espaço de culto da quinta homónima.

Simultaneamente, fixam-se em Telheiras lavradores e assalariados agrícolas — os chamados “saloios de Tilheiras [sic]”, que trabalhavam nas quintas dos nobres proprietários. Em 1863, no Archivo Pittoresco, era assim descrito por Vilhena Barbosa, num artigo intitulado Fragmentos de um roteiro em Lisboa, o povoado de Telheiras:
Do fim do passeio do Campo Grande partem duas estradas, uma pelo lado direito que vai ao Lumiar, Loures, etc., e a outra segue para a esquerda, e conduz a Telheiras, Nossa Senhora da Luz e Carnide. Deixando a primeira para outra excursão, encaminharemos o leitor pela segunda.
“Telheiras” é uma pequena aldeia de trinta e tantos fogos, com umas cento e cinquenta almas, pertencente à freguesia de S. João Baptista do Lumiar. Tem muitas quintas, algumas com boas casas, mas nenhuma merece menção especial. Tiveram um convento em Telheiras os religiosos de S. Francisco, da província de Portugal, dedicado a Nossa Senhora das Portas do Céu, cujo edifício se acha em bastante ruína. Foi fundado no ano de 1633 por um príncipe asiático, chamado D. João, senhor de Cândia, na ilha de Ceilão, de onde veio para Lisboa, e aqui faleceu em 1642, ao cabo de longa residência. Na igreja deste convento jaz o dito príncipe em túmulo de mármore.
O Bairro Jardim, atravessado pela Alameda Ventura Terra, começou a ser construído em 1923. Na altura, a estrada seria de terra batida, recebendo iluminação apenas depois de 1930, e a água para consumo provinha do chafariz de Telheiras de Cima, onde actualmente existe uma entrada para o Metro. Uma testemunha oral conta que havia comércio local, “onde somente os proprietários serviam moradores, raramente tinham empregados”. Em Telheiras de Cima, havia cerca de “15 lojas e um médico” (Dr. José de Sousa Gomes), e em Telheiras de Baixo, 4 lojas e vários ofícios (“relojoeiro, bordadeira, vendedeira de tachos e alguidares de barro e duas leiteiras”, que vendiam o leite de porta em porta em bilhas de metal).
No século XIX e até meados do século XX, funcionou também na Quinta de São Vicente um restaurante “fora de portas”.
As já referidas quintas de lazer das famílias abastadas de Telheiras eram compostas de duas partes distintas — os terrenos de cultura e a zona da casa e jardim do proprietário. A prevalência de propriedades de tamanha extensão aliada à fraca ligação viária a este lugar dos arredores de Lisboa explica o número tão reduzido de habitantes que Telheiras teve até à década de 1960.
Para uma melhor compreensão dos limites das quintas de Telheiras, poderá ser consultado um mapa da Cartografia História de Lisboa, concebido por Júlio António da Silva Pinto em 1909.

### A urbanização de Telheiras

##### OPlan Massede Telheiras
Em 1967, o Plano Geral de Urbanização da Cidade de Lisboa (PGUCL) indicava Telheiras como área para fins habitacionais. A Câmara Municipal de Lisboa encomendou o primeiro plano de urbanização do bairro a uma equipa francesa — OTAM/Interlande, coordenada pelo arquitecto Gilles O’Callaghan. Foram apresentados documentos em duas fases distintas:
1. Programme d’Amenagement de la Maille de Telheiras (Programa de Desenvolvimento da Malha de Telheiras), entregue a 8 de Julho de 1969, mais enquadrado num plano de análise e definição de objectivos e planeamento. Teve o parecer do então Conselheiro da Cidade de Lisboa, Georges Meyer-Heine;
2. Zone d’ Habitation de Telheiras: Dossier de Plan Masse (Zona habitacional de Telheiras: Plano de Implantação), apresentado a 10 de Abril de 1972, que constitui a proposta final, sendo assim o primeiro plano de ordenamento efectuado para a zona da actual Telheiras.

Este plano inicial procurava atingir um carácter acentuadamente urbano, distinguindo três “redes” de intervenção: uma primária (transversal Nascente-Poente), uma secundária (partindo da transversal e servindo os quarteirões adjacentes) e uma terciária (de ligação aos edifícios).
O projecto foi condicionado por vários obstáculos e infra-estruturas ao redor do “triângulo” onde se insere o bairro – o enquadramento rodoviário (que isolava o bairro), o depósito de água da EPAL (a Norte), as vias interiores e o património da antiga aldeia – a histórica Estrada de Telheiras, o Convento de Nossa Senhora das Portas do Céu, o jardim do palacete Burnay, o “Bairro Jardim” (vivendas alemãs na Avenida Ventura Terra)…
O Plan Masse definiu como área central do projecto urbanístico o centro da antiga aldeia, que se ligaria a uma zona comercial muito direccionada para o peão e para a comunidade. O plano guiava-se não pelo conceito de mero parque habitacional mas pela ideia de um bairro multifacetado, com equipamentos comerciais, culturais, de lazer e de ensino.
O alojamento seria dividido em quatro tipologias (T2, T3, T4 e T5) e duas categorias principais (habitação social e fogos de promoção privada), com inspiração nos recém-construídos bairros dos Olivais e da Quinta do Morgado. Assim se repartiriam os fogos:
- Habitação social — 1300 unidades (60% de T2, 30% de T3, 10% de T4), com um rácio de 0,7 lugares de estacionamento por fogo;
- Fogos de promoção privada — no mínimo 1600 unidades (36% de T2, 34,5% de T3, 21,5% de T4, 8% de T5), com um rácio de 1 lugar de estacionamento por fogo.

Porém, a situação política e social instável que Portugal vivia na época (a substituição de Salazar por Caetano como Presidente do Conselho de Ministros e, posteriormente, a Revolução dos Cravos) afectou o rumo do projecto de Telheiras, e o Plan Masse de O’Callaghan acabou por ser descartado.

#### OPlano Urbanístico de Telheiras(Vieira de Almeida)
A nova lei dos solos (Decreto-Lei 576/70) e a criação da EPUL (Decreto-Lei 613/71, de 31 de Dezembro) permitiram “a introdução de novos modelos de ocupação dos terrenos urbanos e a aplicação de sistemas de gestão e de promoção que estavam vedados às câmaras municipais”. Consequentemente, procedeu-se a uma revisão do Plan Masse de O’Callaghan, fortemente baseada no mesmo. Porém, os estudos da equipa do Arquitecto Pedro Vieira de Almeida resultaram num plano estruturalmente novo. Nas palavras do Arquitecto Augusto Pita, integrante do grupo de trabalho:
O modo como a encomenda da revisão foi feita, isto é, por etapas avulsas não programadas, levou a que nas fases iniciais se tivesse procurado não ultrapassar a área atribuída, embora a coerência interna do plano levasse a alterar, em alguns pontos, aspectos do estudo existente para além das fronteiras que tinham sido propostas. O que colocou a equipa na situação incómoda de procurar que os sucessivos planos parcelares por um lado se articulassem com o resto do plano de conjunto existente e por outro que, completada a etapa final, o resultado global não redundasse numa mera adição de estudos parcelares elaborados segundo premissas que não eram “as nossas”. Quer dizer: não foi possível questionar globalmente o plano anterior e acabou por se produzir um plano novo não inteiramente assumido à partida como tal. O que se revelou ter o seu lado positivo, como adiante se referirá. Não obstante este circunstancialismo, podem claramente detectar-se algumas das questões que fundamentalmente estiveram presentes ao longo do trabalho: “a recuperação do Núcleo Antigo de Telheiras, a implantação e vitalização dos percursos pedonais, a tipologia e conceito de rua, a substantivação dos espaços exteriores, o grau prescritor do plano em relação aos edifícios, a proposição de uma linguagem transmissora de exigências formais (esquema de “notação espacial”), a criação de uma “pré-existência” integradora da intervenção arquitectónica, o sistema construtivo subjacente.
Já desde a atribuição do projecto urbanístico ao Arquitecto Vieira da Silva se previa entregar o desenho dos edifícios aos arquitectos Teotónio Pereira, Álvaro Siza Vieira, Manuel Vicente e Raul Hestnes Ferreira —esta decisão foi contestada por vários trabalhadores da EPUL, que preferiam, por motivos de orçamento, utilizar os recursos humanos da própria empresa. Este ponto de vista acabou por vingar, e o facto de os arquitectos e projectistas da própria EPUL trabalharem em cooperação facilitou provavelmente a realização do projecto respeitando todo o código formal e orientações prévias.

##### Área de intervenção e acessos
A área de intervenção desejada para o projecto era similar à do Plan Masse de 1972 — o “triângulo” delimitado pela Avenida Padre Cruz (a Este), pela 2.ª Circular (a Sul) e pelo Eixo Norte-Sul (a Oeste). Na verdade, na passagem para o Plano de Pormenor de Telheiras, considerou-se apenas a subzona de Telheiras-Sul, isto é, a área a sul da actual Rua Professor Pulido Valente (63,5 ha). Estas barreiras viárias acabaram por condicionar o plano — várias passagens tiveram de ter sido em conta, como vemos no actual bairro:
- 2.ª Circular (Sul) — apenas dois viadutos de passagem pedonal, um em direcção ao Estádio Universitário de Lisboa (a Este) e outro em direcção ao bairro da Quinta da Calçada (a Oeste). Não há ligação viária directa;
- Avenida Padre Cruz (Este) — de Norte para Sul, tem-se:
  - a Rua Professor Vieira de Almeida / Avenida Rainha D. Amélia, que faz a ligação da Rua Prof. Pulido Valente (parte Norte do bairro) até ao Lumiar e Quinta das Conchas;
  - a Rua Professor Fernando da Fonseca, que liga a parte Sul do bairro à zona do Estádio José Alvalade e Alameda das Linhas de Torres;
  - um túnel pedonal e ciclável no prolongamento da Rua Professor Vítor Fontes, que liga a parte Sul de Telheiras à zona da interface do Campo Grande;
- Eixo Norte-Sul (Oeste) — de Norte para Sul, tem-se:
  - a Rua Professor Abel Salazar, que liga Telheiras-Norte (zona de construção posterior) ao Alto da Faia;
  - a Avenida das Nações Unidas, no prolongamento da Rua Professor Pulido Valente, que liga a parte Norte de Telheiras ao Centro Comercial de Telheiras, ao bairro da Horta Nova e à Praça São Francisco de Assis;
  - a Rua Fernando Namora, no prolongamento da Rua Professor Francisco Gentil, que liga a parte Sul de Telheiras à Quinta dos Inglesinhos, à Escola Secundária Vergílio Ferreira e ao Largo da Luz.

##### Concepção estética e funcional
A equipa do Plano Urbanístico pretenderia redefinir a “tipologia e o conceito de rua”, que os trajectos viários e pedonais fossem interessantes do ponto de vista da forma das próprias vias ou dos edificados. Procurava-se estabelecer um compromisso entre duas tendências urbanísticas:
1. O conceito de rua-corredor;
2. As teses da Carta de Atenas.

Assim, Telheiras caracteriza-se pela separação dos imóveis (ao contrário, por exemplo, do bairro de Alvalade ou de qualquer grande avenida lisboeta) e pela existência de espaços e passagens interiores entre os edifícios. Os edifícios não estão no entanto isolados, como em vários bairros projectados de Lisboa (com excepção das torres da célula 8).
Porém, esta tentativa de desconstrução da noção de corredor e quarteirão não foi levada tão adiante, em muito devido ao surgimento de novas tendências minimalistas e sóbrias.
É de assinalar também a intenção do Arquitecto Vieira de Almeida em construir um bairro relativamente diverso — há edifícios em banda, torres mais ou menos isoladas, casas mais baixas, etc., sem nunca se ultrapassar os oito pisos. Estas células-quarteirões não são fechadas, sendo intercaladas por caminhos subtis entre edifícios, quarteirões e espaços verdes, criando-se pequenas praças comuns.

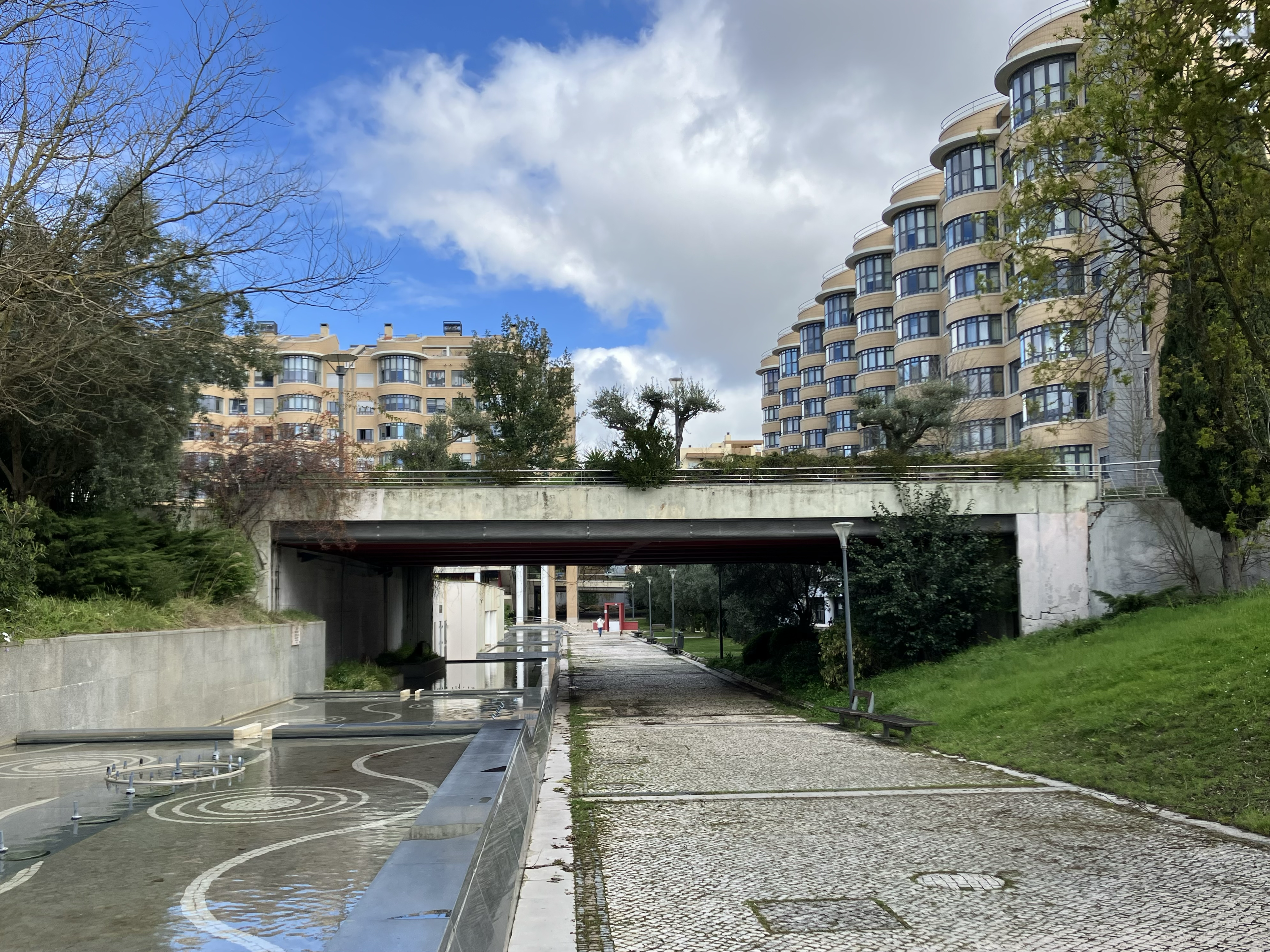
Passagem pedonal junto à Praça Central, em Telheiras

À semelhança do Plan Masse de O’Callaghan, é recuperada a ideia de rua como espaço canal do tecido urbano, dando-se ênfase ao percurso do peão. Assim, pretendia-se  uma segregação acentuada entre o automóvel e o peão, a tal ponto de se pretender construir uma série de passagens desniveladas percorridas por tráfego na parte de baixo. Porém, não só a necessidade de cortar na despesa mas também receios de insegurança levou a que o plano inicial não fosse efectivamente realizado. Algumas passagens permanecem visivelmente inacabadas — nomeadamente junto à Escola Básica 1 (Rua Hermano Neves) e na zona do actual Restaurante Solar de Telheiras (Rua Professor Francisco Gentil). Outras foram construídas, mas não cumpriram a sua missão final de “enterrar” o tráfego, constituindo apenas partes de jardins e passagens pedonais — o que se verifica, por exemplo, em frente à Escola Básica 2/3 de Telheiras (Rua Professor Vieira de Almeida), ou na zona da Praça Central (célula 14).

##### Dados sobre o projecto

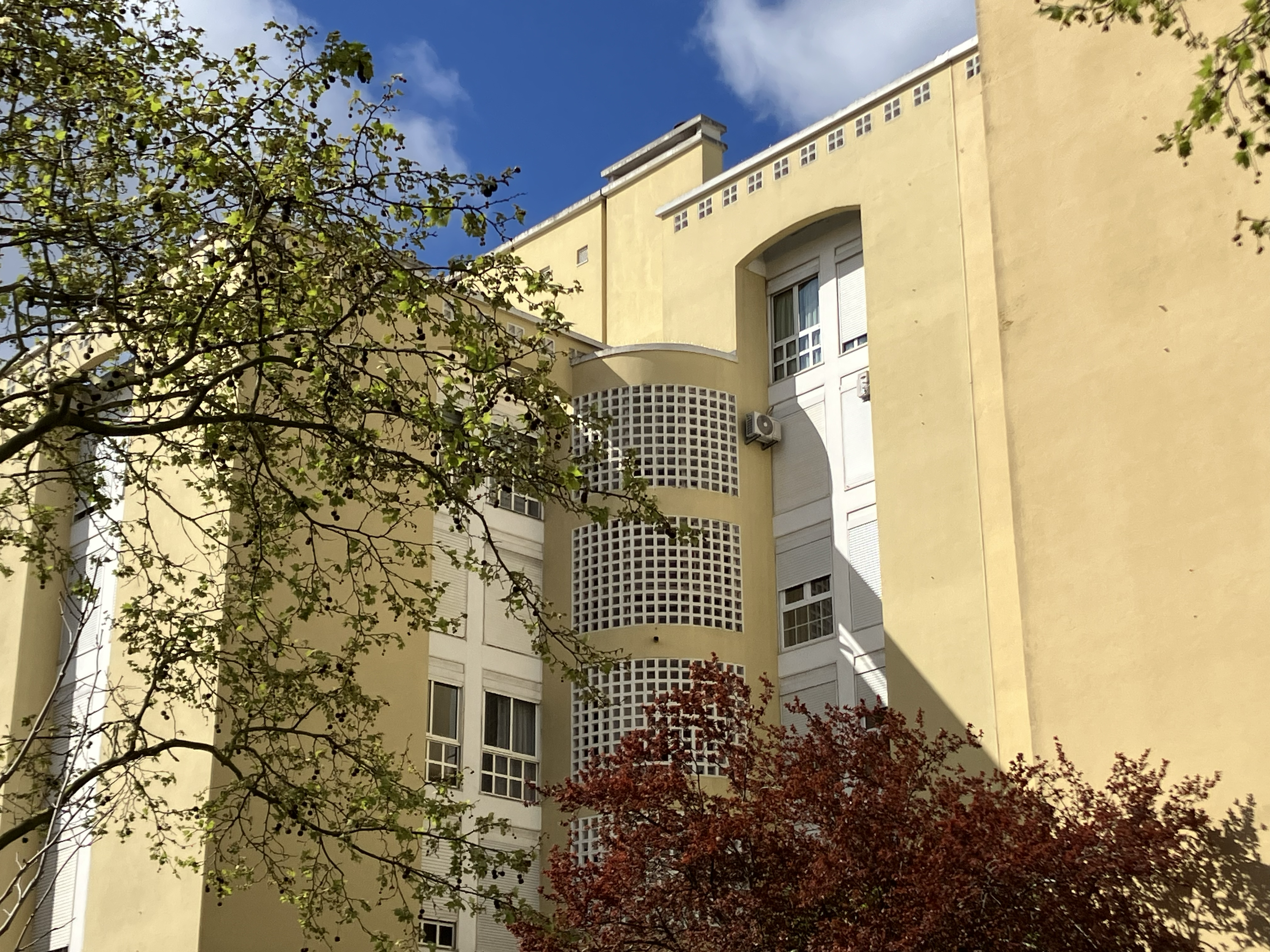
Prédios amarelos (Arquitecto Rodrigo Rau) sitos na Rua Hermano Neves

O Plano Urbanístico previa a construção de 3300 fogos com capacidade para 14 400 habitantes, e 3500 lugares de estacionamento. As unidades de alojamento seriam divididas por categoria (42% de categoria única, 37% de categoria média e 21% de categoria média-melhorada) e tipologia (8% de T1, 24% de T2, 40% de T3, 22% de T4 e 6% de T5). Outros 300 fogos seriam construídos, mas não sob promoção directa da EPUL.
Planeou-se uma área total de construção de 425 000 m², dos quais 83% se destinariam a habitação, 8% a serviços, 6% a equipamento e 3% a estacionamento coberto. A construção foi dividida em 17 células diferentes.
Esta foi a equipa de arquitectos responsáveis pela elaboração do plano:

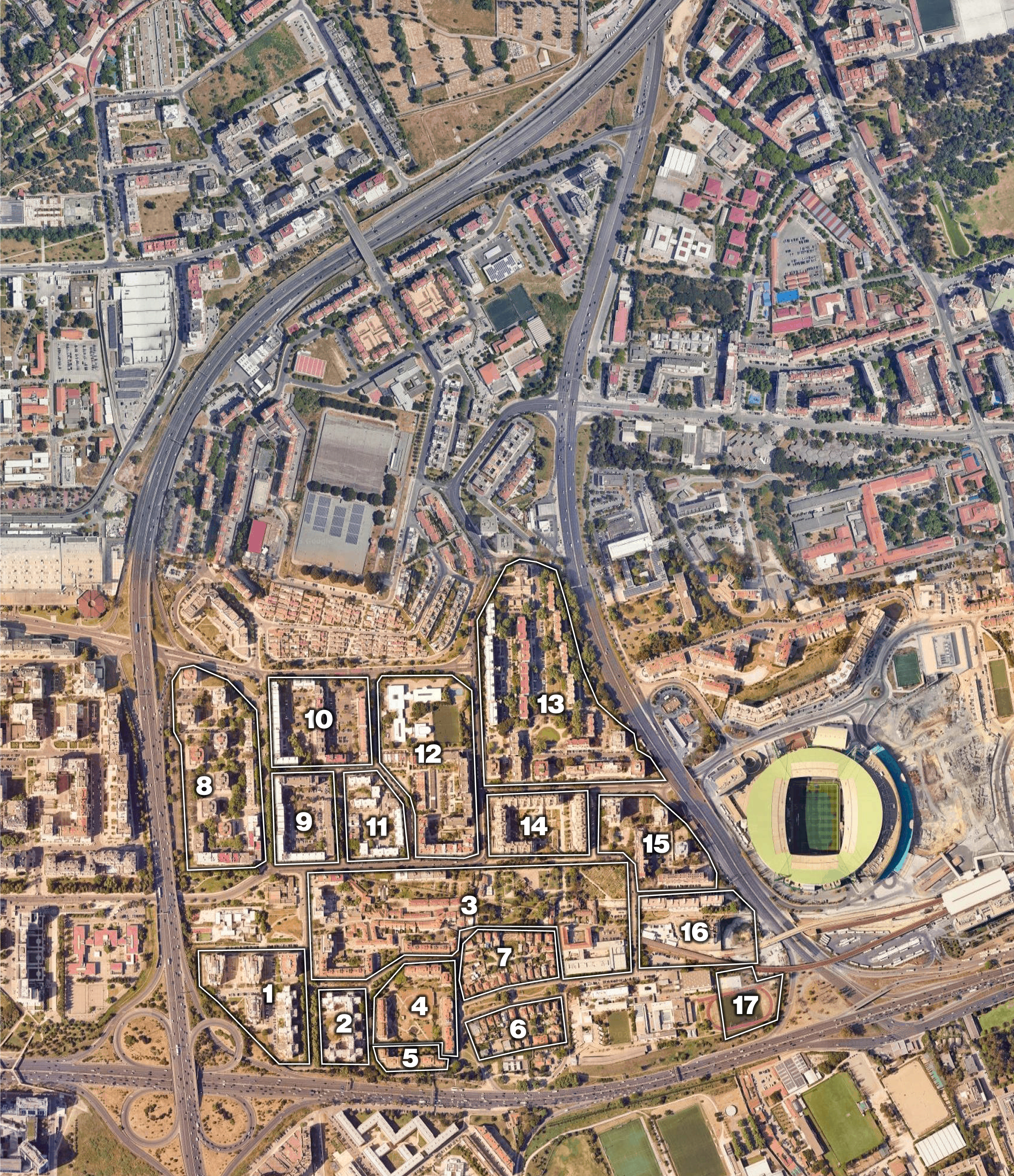
As 17 células do Plano de Pormenor de Telheiras

| Plano de pormenor (1973-74)                     | - Arq. Pedro Vieira de Almeida - Arq. Augusto Pita |
| Promoção e apoio técnico                        | - EPUL |
| Coordenação da implementação do plano (1974-78) | - Arq. Augusto Pita |
| Projectos de edifícios (1975-78)                | - Arq. Augusto Pita - Arq. Leopoldo Criner - Arq. Sérgio Melo - Arq. Duarte Nuno Simões - Arq. Maria João Cardoso - Arq. Rodrigo Rau - Arq. Maria Eugénia Cruz - Arq. Gabriela Tomé - Arq. Maria do Céu Trocado |
| Centro de dia                                   | - Arq. Couto de Almeida |
| Centro cívico                                   | - Arq. Rodrigo Rau |
| Grupo escolar                                   | - Arq. Palma de Melo |
| Outros arquitectos intervenientes               | - Arq. Marília Noura - Arq. Torre do Valle - Arq. Gastão Cunha |

##### Implementação do plano
Grande parte dos terrenos abrangidos pelo plano da EPUL eram propriedade da CML, sendo os restantes terrenos pertencentes ao projecto assinalados como terrenos a expropriar — com algumas excepções, como os terrenos da Quinta de S. Vicente, do depósito da EPAL e do Colégio Alemão. Vários fogos e espaços destinados a serviços foram alienados, procedendo-se a venda ao público e o realojamento. Algumas novas habitações do bairro acabaram também por acolher moradores antigos de Telheiras.
Dificuldades financeiras da EPUL obrigaram também à venda de terrenos sem projecto em concurso. Por isso, é possível observar a existência de vários imóveis de construção privada inseridos no perímetro de Telheiras mas não integrados na linguagem do Plano Urbanístico — são o caso da “banda habitacional a Sul da célula 8, com o edifício da zona Norte da célula 16 e com as torres a Norte da célula 15”.
A primeira fase de venda de fogos habitacionais em Telheiras começou com as bandas do Arquitecto Leopoldo Criner na zona Nascente da célula 13. Uma delas foi vendida a uma cooperativa; a outra comercializada via concurso público pela EPUL, sendo os remanescentes entregues por venda directa.
A Câmara Municipal de Lisboa construiu uma série de moradias do lado Norte da Rua Professor Pulido Valente com o intuito de alojar os arrendatários de vários edifícios antigos que tiveram de ser demolidos, passando estes a ser inquilinos da própria autarquia. Foram ainda lá realojados moradores do Martim Moniz (Rua Marquês do Alegrete), onde se construiu um edifício do Arquitecto Bartolomeu da Costa Cabral.
Integrava o plano a demolição do Bairro Jardim (vivendas alemãs) e da zona histórica de Telheiras — porém, estas áreas foram mantidas, recuperando-se as mesmas e levando-se a cabo alguma construção nova. Isto deveu-se não só a precauções financeiras (decorrentes da necessária indemnização dos proprietários) mas também pelo esforço de preservar aquele centro antigo. A zona da Estrada de Telheiras, nos seus 700 metros de comprimento, surge como espinha-dorsal histórica do que veio a ser o bairro. Preservaram-se assim noras, poços, tanques e o próprio Convento da Nossa Senhora das Portas do Céu.
Para se garantir que Telheiras obedecia fielmente ao seu Plano Urbanístico, a nível de qualidade dos arruamentos e espaços públicos, optou-se pela execução deste tipo de infra-estruturas antes dos edifícios. No entanto, a construção dos edifícios frequentemente danificava estes espaços, exigindo correcções dispendiosas. Paralelamente, a reestruturação das empresas de construção, com a substituição de operários qualificados por sub-empreiteiros, comprometeu a qualidade final das obras, dificultando o controlo e o cumprimento dos projectos.
Elaborado nos anos 1970, o plano de Telheiras revelou previsões insuficientes para o estacionamento público e privado, agravadas por restrições orçamentais que limitaram a construção de parques subterrâneos. Algumas soluções pontuais foram adoptadas, nomeadamente nas células 6 e 7 (Bairro Jardim), 12, 14 e 15. Para mitigar o problema, foi convertida a zona non ædificandi adjacente ao Eixo Norte-Sul, na célula 8, numa grande área de estacionamento público em substituição de um jardim inicialmente previsto. 

### Telheiras actual e zonas de expansão
O bairro atraiu essencialmente jovens licenciados, com boas perspectivas de carreira, que rapidamente constituíram numerosas famílias. Daqui vem a designação “Bairro de Doutores” que lhe é conotada.
Ao longo das décadas que se seguiram à construção de Telheiras, no perímetro urbano definido pelo plano do Arquitecto Pedro Vieira de Almeida, verificou-se uma especulação imobiliária incrível na zona, graças à elevada procura. Várias empresas privadas têm então adoptado a designação do bairro na promoção de fogos imobiliários a Oeste de Telheiras e do Eixo Norte-Sul (Parque dos Príncipes, Quinta dos Inglesinhos e Horta Nova, junto a Carnide) e a Norte da Rua Professor Pulido Valente (Alto da Faia I, II e III, e zonas contíguas ao Paço do Lumiar). A amplitude leste-oeste da área urbana a que se chama vulgarmente Telheiras praticamente duplicou.
A diferença de linguagem urbanística entre estas áreas de expansão e a Telheiras propriamente dita é, porém, assinalável. A zona Oeste é caracterizada por prédios muito mais altos e em banda, mas de alta qualidade arquitectónica (é excedido o limite de oito andares que conferia a Telheiras o estatuto de bairro low-rise high-density). A zona Norte, especialmente o Alto da Faia, é definido por um conjunto de prédios muito similares entre si. Ambas as urbanizações têm em falta os conceitos de praça e espaços comuns tão aplicados no bairro “original”.
Actualmente, a população de Telheiras, apesar de ter envelhecido desde os anos 70, é ainda uma população jovem, no quadro municipal da cidade de Lisboa.

## Património
- Igreja Paroquial de Nossa Senhora da Porta do Céu (neste templo, encontra-se o túmulo do Príncipe de Cândia)[11]
- Solar da Nora e adega da antiga Quinta de São Vicente

## Personalidades ilustres
- Barão de Telheiras e Visconde de Telheiras

## Equipamentos públicos
- Biblioteca Municipal Orlando Ribeiro e Auditório
- Associação de Residentes de Telheiras (ART)
- Jardim de Infância de Telheiras (pré-primária)
- Escola Básica nº57 (1.º ciclo do EB)
- Escola Primária do Alto da Faia (1.º ciclo do EB)
- Escola E.B. 2+3 de Telheiras nº1 (2.º e 3.º ciclos do EB)
- Escola E.B. 2+3 São Vicente (1.º, 2.º e 3.º ciclos do EB)
- Escola Profissional de Animação Cultural de Lisboa
- Escola Alemã de Lisboa (pré-primária a Ensino Secundário)
- Colégio Planalto
- Colégio Mira Rio
- Campo Desportivo Multiusos do Alto da Faia
- Agrupamento de Escuteiros de Telheiras
- Escola de Condução de Telheiras (actualmente Segurança Máxima)

## Acessibilidades
As acessibilidades de Telheiras são, de facto, uma das mais-valias desta área do bairro, sendo que Telheiras Sul beneficia das melhores acessibilidades. Encontra-se rodeado de vias rápidas (2ª Circular, Eixo Norte-Sul, avenida Padre Cruz) que facilmente encaminham os moradores para qualquer área de Lisboa e mesmo para as Autoestradas fora da cidade.
A nível interno, Telheiras Sul beneficia da estação Telheiras, da Linha verde do Metropolitano de Lisboa, e da passagem de três carreiras da Carris (747, 767 e 778). A primeira liga o Campo Grande à Pontinha e atravessa Telheiras; a segunda vem das Avenidas Novas, atravessa Telheiras e o Parque dos Príncipes e segue para a Reboleira; a terceira vem do Campo Grande, atravessa Telheiras e dirige-se para o Alto da Faia, terminando no Centro Colombo. Existe igualmente uma praça de Táxis em Telheiras Sul, numa das ruas centrais.
Enquanto Telheiras Sul beneficia desta confluência de acessibilidades, o Alto da Faia I apenas beneficia da carreira 778 e o Alto da Faia II e III beneficiam da carreira 703, que vem de Benfica e segue para a Ameixoeira e para a Charneca.

## Comércio e serviços
Distribuídos um pouco por todo o bairro, os estabelecimentos comerciais constituem uma outra mais-valia do bairro. O "comércio de rua" anima e movimenta as ruas de Telheiras. A diversidade satisfaz as necessidades básicas, pela existência de mercearias, padarias, papelarias, etc. e de dois supermercados de grande superfície. Os serviços estendem-se da restauração às empresas imobiliárias, das agências bancárias, aos serviços estéticos. Destaca-se, pela quantidade de movimento, a "Rua dos Cafés", também conhecida como "Docas Secas". São muitas as pessoas de fora do bairro que frequentam os cafés de Telheiras, especialmente em horário noturno e aos fins-de-semana.

## Agrupamento de Escuteiros de Telheiras
A 15 de Janeiro de 1978, entra em funcionamento o Agrupamento em formação de Telheiras, apadrinhado pelo Agrupamento 66 do Lumiar. Mas, só em 1983, a 30 de Novembro foi oficialmente filiado no Corpo Nacional de Escutas - Escutismo Católico Português recebendo o número 683. Nessa altura o seu efetivo era de: 6 Lobitos, 16 exploradores, 10 Caminheiros e 5 Dirigentes.
O agrupamento 683 de Telheiras conta atualmente com mais de 100 elementos, e é a maior e a mais antiga associação juvenil de Telheiras com atividade ininterrupta desde 1978. A sede do agrupamento 683 de Telheiras é contígua à actual igreja paroquial de Telheiras.

## Associação de Residentes de Telheiras (ART)
Em 1988, numa fase em que ainda se procedia à construção do bairro por parte da EPUL, nasceu a Associação de Residentes de Telheiras (ART), com objetivos urbanísticos e ambientais. Contabiliza quase 30 anos de existência, tem sede própria e, para além de tentar defender os interesses dos moradores, oferece um considerável leque de atividades à população, de âmbito cultural, desportivo, recreativo e informativo.

## Viver Telheiras
O Viver Telheiras é uma plataforma de comunicação e informação desenvolvida em articulação com a Parceria Local de Telheiras, cujas instituições integrantes são a sua principal fonte de informação.  O Viver Telheiras divulga toda a riqueza e diversidade de Telheiras, para criar novas relações entre todos os intervenientes locais: os que vivem, os que trabalham, as instituições e o comércio local.